# Ludwin
Ludwin è un comune rurale polacco del distretto di Łęczna, nel voivodato di Lublino.
Ricopre una superficie di 120,51 km² e nel 2004 contava 4 986 abitanti.